# Baardman
De baardman (Panurus biarmicus), meestal baardmannetje genaamd, is een zangvogel uit de familie Panuridae, een familie met maar één soort. In het verleden stond de vogel ook bekend als baardmees, maar de familie heeft een gezamenlijke voorouder met de leeuweriken. Hij leeft in rietlanden.

## Kenmerken
Het verenkleed heeft een oranjebruine kleur. Het mannetje heeft opvallende baardstrepen. Het vrouwtje verschilt van het mannetje door het ontbreken van de grijze kop en de kenmerkende baardstrepen. Ze hebben een lange staart, een dunne, spitse snavel en korte poten. De lichaamslengte bedraagt 12 tot 15 centimeter.

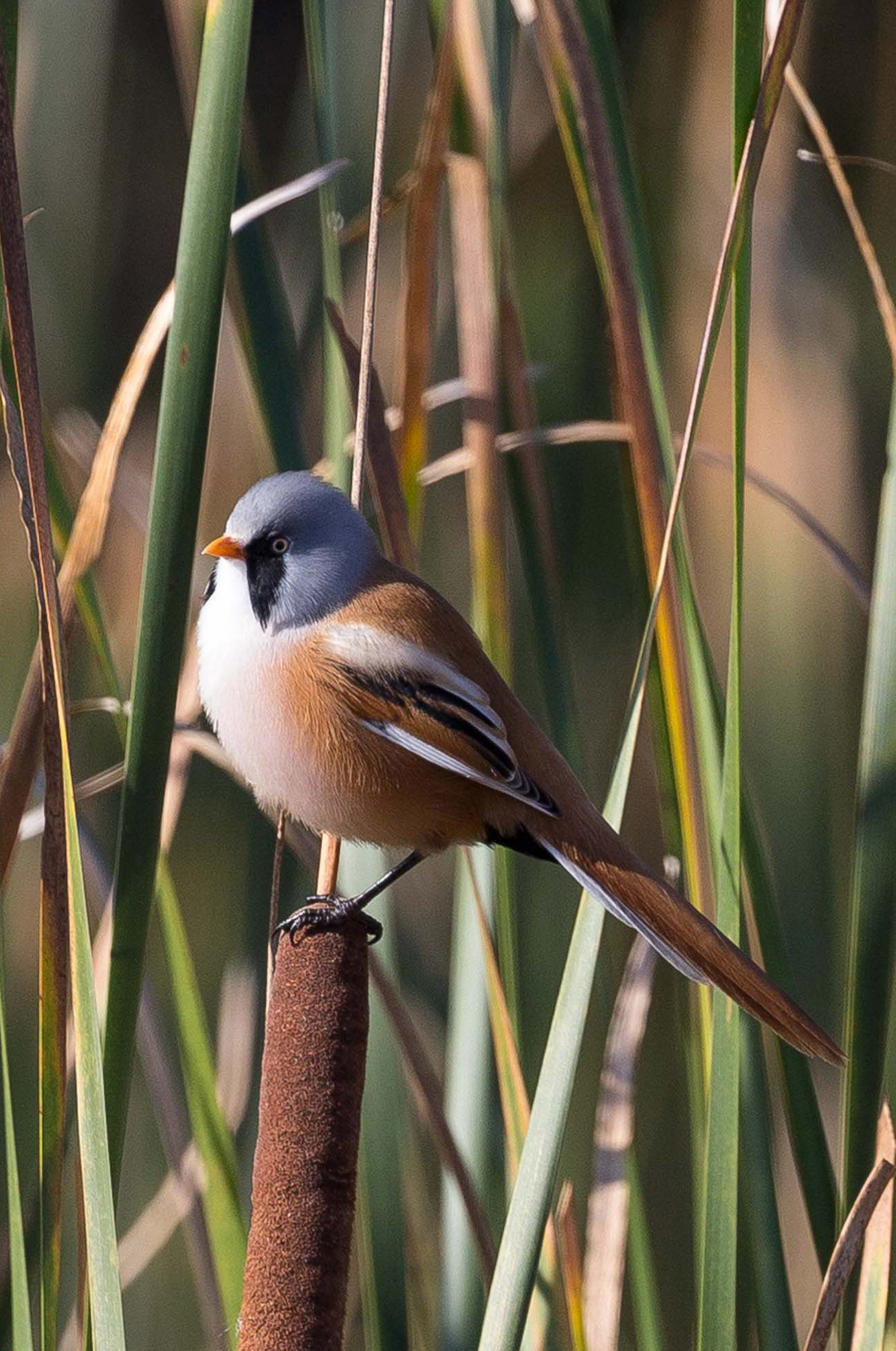
Mannetje
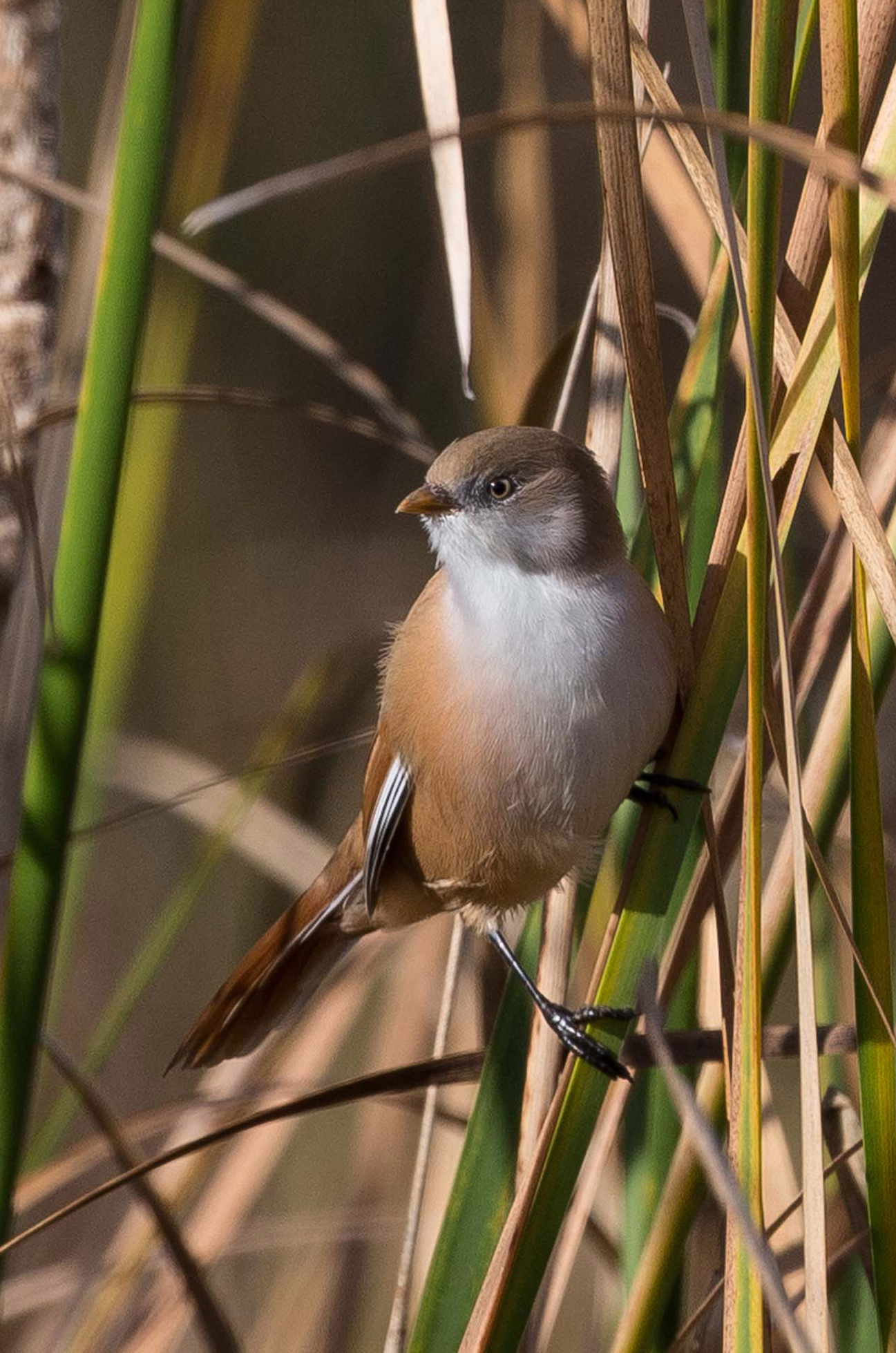
Wijfje
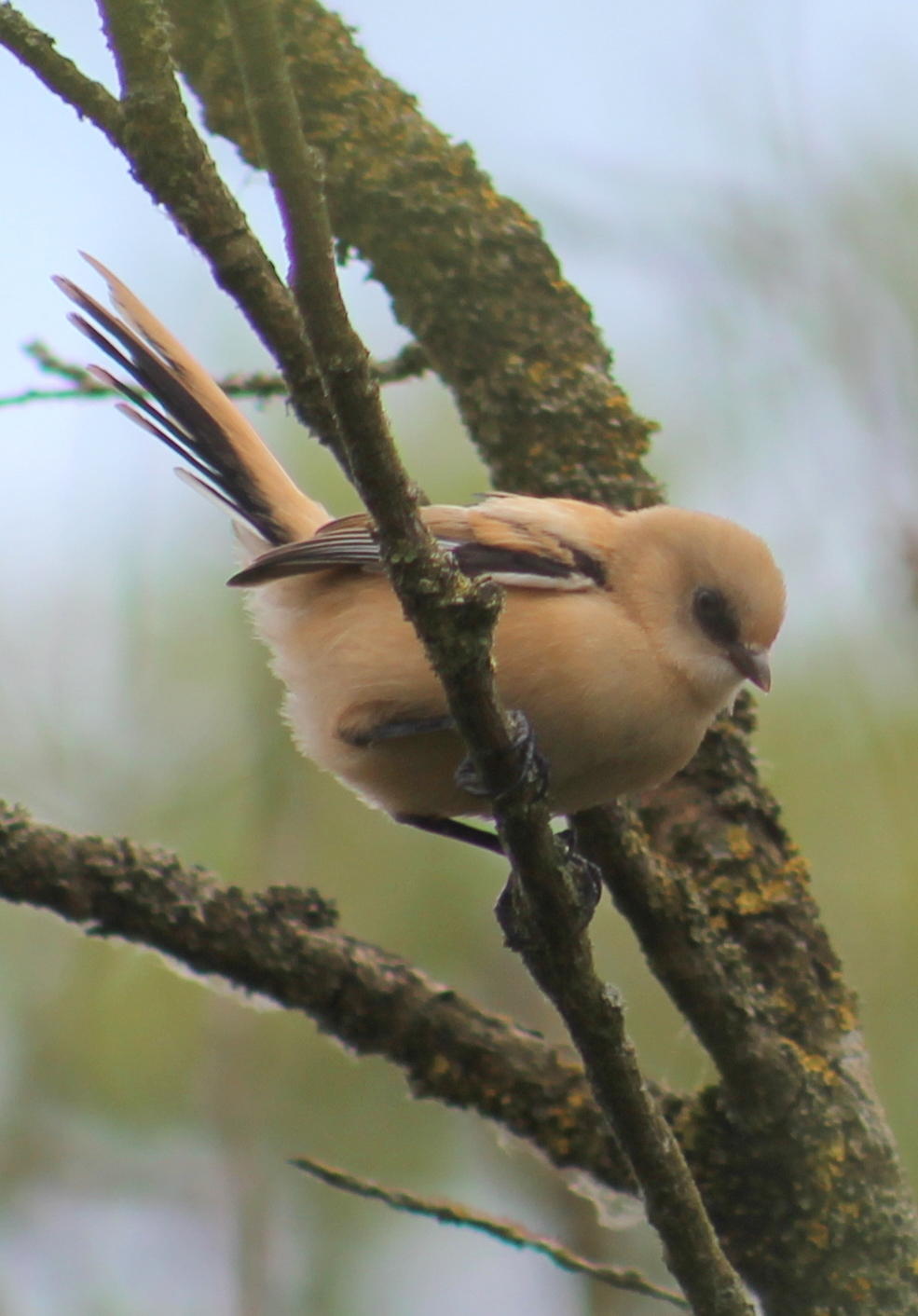
Juveniel

## Voedsel
Het baardmannetje leeft van insecten en spinnen, maar gaat in de winter over op rietzaad. Een late vorstperiode kan dit vogeltje fataal worden.

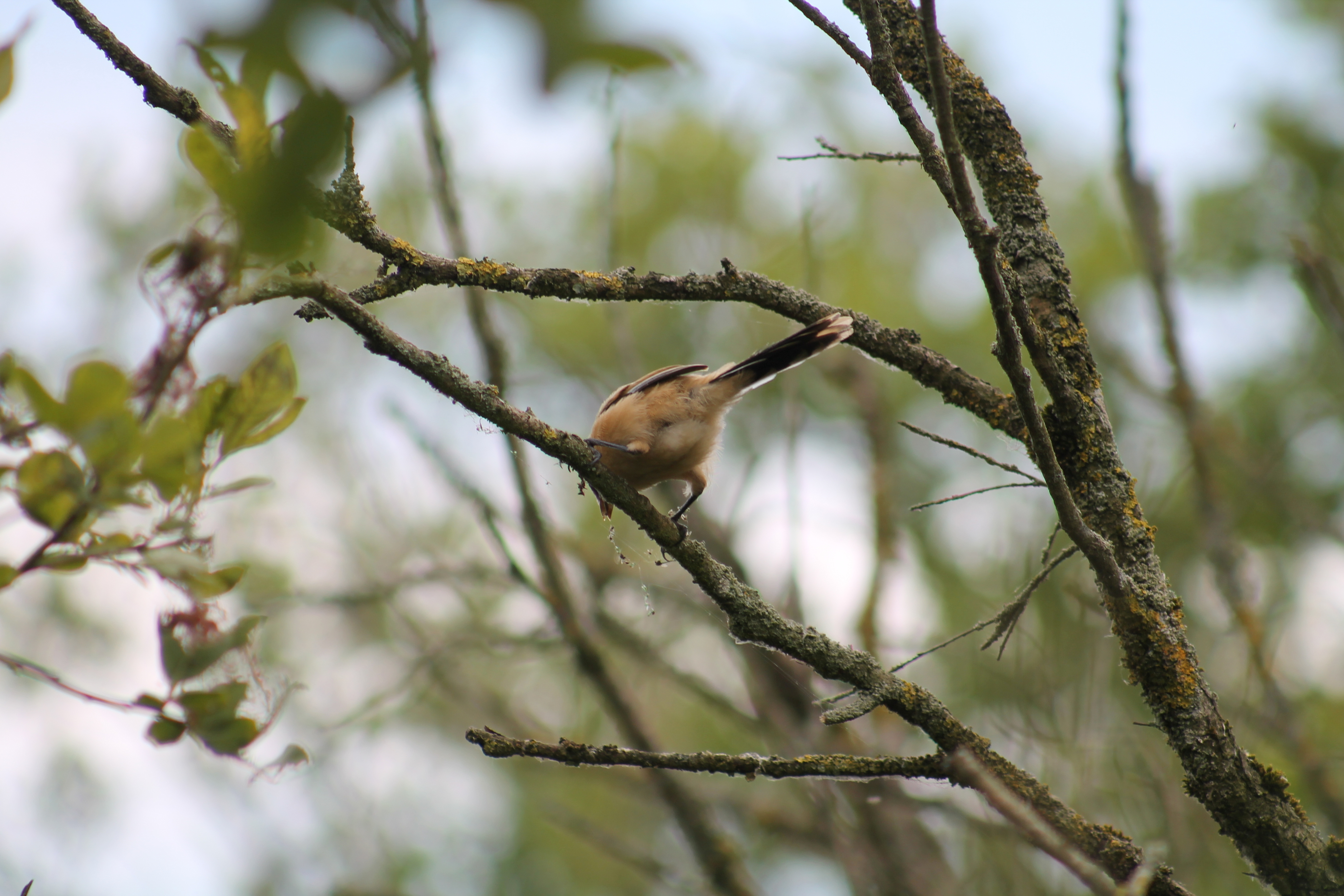
Een juveniel pikt insecten uit een spinnenweb

## Voortplanting
Deze vogels zijn monogaam. Ze brengen drie of vier broedsels per jaar groot, die door beide geslachten bebroed en gevoerd worden. Ze kunnen jaarlijks wel twintig jongen grootbrengen. De vier tot zeven eieren zijn witachtig en donkergetekend en worden in twaalf tot dertien dagen uitgebroed.

## Verspreiding en leefgebied
Deze soort komt voor in Europa en Azië, van Mandsjoerije via Centraal-Azië tot aan Rusland en Zuid-Europa in rietvelden, aan de oevers van meren en aan de rand van dicht met riet begroeide moerassen.
De soort telt drie ondersoorten:
- P. b. biarmicus: van westelijk, centraal en zuidelijk Europa tot zuidwestelijk Rusland, de Balkan en westelijk Turkije
- P. b. kosswigi: zuidelijk deel van Centraal-Turkije
- P. b. russicus: van het oostelijke deel van Centraal- en oostelijk Europa via zuidelijk Rusland tot noordoostelijk China, Mongolië, Kazachstan en centraal Turkije

## Status en voorkomen in Nederland en Vlaanderen
Deze vogel was voor 1950 een zeldzame broedvogel van rietmoerassen. Toen in de loop van de jaren 1960 en 1970 in Flevoland enorme rietmoerassen ontstonden, explodeerde de populatie. Op het hoogtepunt in de periode 1973-1975 werd het aantal broedparen geschat op 7000. Daarna volgde een daling, dat kwam doordat in Flevoland rietland werd omgezet in akkerland en door een paar strenge winters. Tussen 1987 en 1995 schommelde het aantal broedparen tussen de 300 en 1700.
Volgens SOVON daalde in de periode 1990-2007 het aantal broedparen significant, maar sinds 2010 neemt het weer toe. In 2019 is de populatie geschat op 1750-2050 broedparen. Het baardmannetje staat niet op de Nederlandse Rode Lijst. Deze fraaie zangvogel staat wel op de Vlaamse Rode Lijst als zeldzaam. Het aantal broedparen in Vlaanderen in de jaren 2013-2018 wordt geschat op 30-80 en er is sprake van een toenemende trend. Het baardmannetje staat als niet bedreigd op de internationale Rode Lijst van de IUCN.

## Galerij

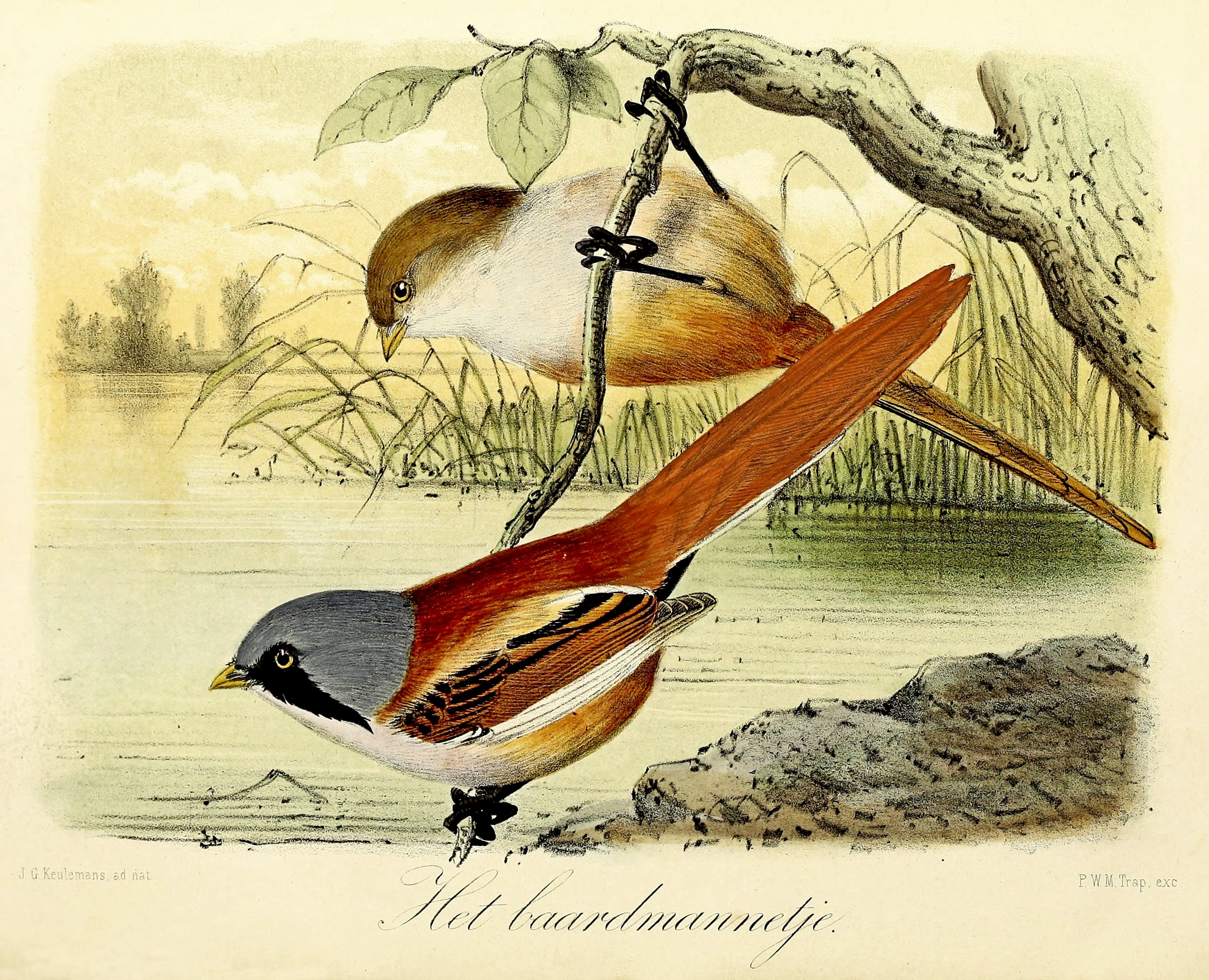
Het baardmannetje (1869), John Gerrard Keulemans

## Video
- Juveniel in het riet op Texel